# Gösta Salén
Gösta Antenor Salén, född 4 januari 1922 i Kungsholms församling i Stockholm, död februari 2002 i S:t Görans församling i Stockholm, var en svensk seglare, folkbildare och föreläsare, brorson till redaren Sven Salén.
Han seglade för KSSS och blev olympisk bronsmedaljör i London 1948.